# Eutoea ditrota
Eutoea ditrota là một loài bướm đêm trong họ Geometridae.